# Estación de Cártama
Estación de Cártama är en ort i Spanien.   Den ligger i provinsen Provincia de Málaga och regionen Andalusien, i den södra delen av landet, 400 km söder om huvudstaden Madrid. Estación de Cártama ligger 40 meter över havet och antalet invånare är 5 000.
Terrängen runt Estación de Cártama är kuperad åt nordost, men åt sydväst är den platt. Runt Estación de Cártama är det tätbefolkat, med 356 invånare per kvadratkilometer. Närmaste större samhälle är Málaga, 17,5 km öster om Estación de Cártama. Trakten runt Estación de Cártama består till största delen av jordbruksmark.